# Njujork, Njujork (strip)
Nujork, Njujork je 18. epizoda strip serijala Dilan Dog. Objavljena je u bivšoj Jugoslaviji kao specijalno izdanje Zlatne serije u izdanju Dnevnika iz Novog Sada u januaru 1989. godine. Koštala je 2.500 dinara. Imala je 94 strane.

## Originalna epizoda
Naslov originalne epizode glasi Cagliostro!. Objavljena je premijerno u Italiji 1. marta 1988. Epizodu je napisao Тицијано Склави, a nacrtao Piccatto Luigi. Naslovnicu je nacrtao Klaudio Vilja.

## Prethodna i naredna epizoda
Prethodna epizoda nosi naslov Dama u crnom (#17), a naredna Uspomene nevidljivog (#20)